# Château de Charmois
Cet article concerne le château à Mouzay dans la Meuse. Pour le manoir situé à Vandœuvre-lès-Nancy, voir château du Charmois. Pour le château situé à Brion en Saône-et-Loire, voir château de Charmoy.
Le château de Charmois est un château du début du XVIIe qui se trouve à Mouzay dans le département français de la Meuse.

## Historique
Ses façades, toitures et escalier intérieur sont inscrits aux Monuments historiques par arrêté du 6 février 1981. Propriété privée, il a appartenu à la famille de Guilly d'Herbemont (1888-1980), inventeuse de la canne blanche et qui y séjourna.